# Менуар
Менуа́р (фр. Ménoire, окс. Menoire) — коммуна во Франции, находится в регионе Лимузен. Департамент — Коррез. Входит в состав кантона Аржанта. Округ коммуны — Тюль.
Код INSEE коммуны — 19132.
Коммуна расположена приблизительно в 420 км к югу от Парижа, в 95 км юго-восточнее Лиможа, в 19 км к югу от Тюля.

## Население
Население коммуны на 2008 год составляло 87 человек.
| 1962 | 1968 | 1975 | 1982 | 1990 | 1999 | 2008 |
| ---- | ---- | ---- | ---- | ---- | ---- | ---- |
| 81   | 114  | 94   | 87   | 85   | 75   | 87   |

## Администрация
| Период | Период | Фамилия         | Партия | Примечания |
| ------ | ------ | --------------- | ------ | ---------- |
| 2001   | 2008   | Жак Паре        |        |            |
| 2008   |        | Кристоф Лиссажу |        |            |

## Экономика

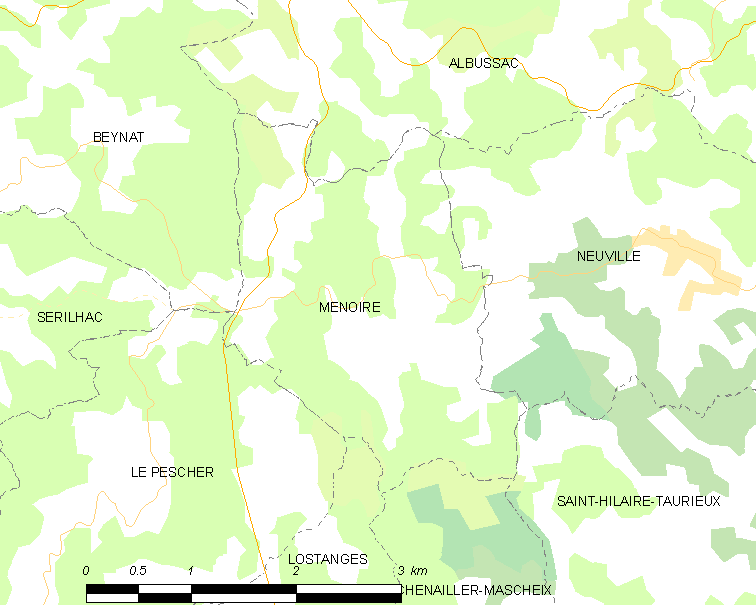
Карта коммуны

В 2007 году среди 48 человек в трудоспособном возрасте (15-64 лет) 35 были экономически активными, 13 — неактивными (показатель активности — 72,9 %, в 1999 году было 76,9 %). Из 35 активных работали 33 человека (16 мужчин и 17 женщин), безработных было 2 (0 мужчин и 2 женщины). Среди 13 неактивных 1 человек был учеником или студентом, 9 — пенсионерами, 3 были неактивными по другим причинам.